# エイドリアン・レンカー
エイドリアン・エリザベス・レンカー（英語: Adrianne Elizabeth Lenker、1991年7月9日 - ）は、アメリカ合衆国・インディアナポリス出身のミュージシャン。
ビッグ・シーフのリードボーカル・ギタリストとして知られる。

## 生い立ち
レンカーはインディアナポリスに生まれ、6歳になるまでは敬虔なキリスト教徒のなかで育てられたが、大部分はミネソタ州で育った。
レンカーの両親はミネソタ州のクーンラピッズ、ニスワ、ブルーミントンで過ごした後、プリマスに定住し、彼女はここで10年間を過ごした。レンカーは、ある夏、青いフォードのカーゴバンで生活し中西部を旅した経験がある。
レンカーは8歳のとき初めて曲を書き、13歳で初めてのアルバムを録音した。
音楽の他にはテコンドーを習うことに興味があり、3年連続で州の空手王者になったことがある。
レンカーは高校には通わなかったが、16歳でGeneral Educational Developmentを取得した。
そして、テデスキ・トラックス・バンドのスーザン・テデスキによる奨学金を受けてバークリー音楽大学に通った。

## キャリア
2006年にレンカーは13歳で初のソロアルバム『Stage of the Sun』を発表した。2014年には2作目のソロアルバム『Hours Were the Birds』を発表した。レンカーは、将来バンドを組むことになるバック・ミークとともに2枚のEP『a-sides』『b-sides』も発表している。
レンカーはミークと出会った後、2015年にニュー・ヨークへ引っ越した初日にビッグ・シーフというバンドを組んだ。2018年10月5日には、3作目のソロアルバム『abysskiss』を発表した。
2020年10月23日、レンカーは2作のアルバム『Songs』『Instrumentals』をレーベル4ADより発表した。

## 私生活
レンカーはボストンに住んでいるときに、ビッグ・シーフを共に始めることになるバック・ミークと出会い、ニューヨークに越した日に雑貨屋で偶然再会した。
二人は一緒に音楽をするようになり、レンカーが24歳のときに結婚した。2018年に離婚したが、二人は"deep friends"としてビッグ・シーフには残った。
2019年、レンカーはアーティストのインディゴ・スパークと交際を開始したが、2020年に破局した。
彼女自身はクィアという分類に満足しているが、彼女の性的指向に対してそれ以上の定義付けを行うことは望まない、としている。

## ディスコグラフィ

### ソロ
スタジオ・アルバム
- Stages of the Sun（LucidTunes, 2005）
- Then the Rain Came（LucidTunes, 2008 - 未発表）
- Hours Were the Birds（Saddle Creek, 2014）
- Abysskiss（Saddle Creek, 2018）
- Songs（4AD, 2020）
- Instrumentals（4AD, 2020）
- Bright Future（4AD, 2024）

ライブ・アルバム
- Live at the Southern（LucidTunes, 2006）

- Live at Revolution Hall（4AD, 2025）

EP
- a-sides（バック・ミークとの共作; Saddle Creek, 2014）
- b-sides（バック・ミークとの共作; Saddle Creek, 2014）

### ビッグ・シーフとして
- Masterpiece（Saddle Creek, 2016）
- Capacity（Saddle Creek, 2017）
- U.F.O.F.（4AD; 2019）
- Two Hands（4AD, 2019）